# Chapada dos Parecis
Chapada dos Parecis är en bergskedja i Brasilien. Den ligger i den centrala delen av landet, 1 300 km väster om huvudstaden Brasília.
I omgivningarna runt Chapada dos Parecis växer i huvudsak städsegrön lövskog. Trakten runt Chapada dos Parecis är nära nog obefolkad, med mindre än två invånare per kvadratkilometer.